# توجيه نسائي
توجيه نسائي هو توجيه النساء من قبل نساء آخريات لتعزيز فرصهن المهنية وتطويرهن. وتسمى المرشدة النسائية في بعض الأحيان بـ "فيمتور".

## مشروع رودس
تم إنشاء مشروع رودس في عام 2004 عن طريق آن أوليفاريوس لدراسة تجربة السيدات الحاصلات على منح رودس. يتم اختيار منح رودس من جميع أنحاء العالم للدراسة العليا في جامعة أكسفورد. يعرض المشروع البحوث حول نقص شبكات الدعم المهني استنادا إلى مقابلات وبيانات من السيدات الحاصلات على منح رودس واللواتي ولدن في الفترة من الخمسينيات حتى الثمانينيات وحصلن على درجات عليا ومهنية حتى بداية الألفية الجديدة. يهتم المشروع بكيفية انعكاس هذه البيانات على الوضع الحالي للنساء. قالت أحدى المقابلات للباحثين: "كان من المفيد معرفة إلى أي مدى لا تزال الأمور لم تتغير بالنسبة للنساء. ... كان من الممكن أن أتعامل بشكل مختلف مع الحالات إذا كنت قد فهمت ما يحدث خلف الكواليس. الأمثلة الصريحة هي شيء تتعاملين معه ولكن الأمور الدقيقة وفهمها كان سأتعامل معها بشكل مختلف".